# Moezel (Friesland)
De Moezel (Fries en officieel: De Mûzel) is een beek in de  Friese gemeenten Leeuwarden en Súdwest-Fryslân.
De Moezel is de oude loop van de Boorne. Deze begint bij Irnsum vanaf de Boorne met de sluis Irnsumerzijl, loopt vervolgens langs de Rijksweg Overijsselsestraatweg richting het dorp Rauwerd. Voorbij Rauwerd sluit hij aan op de Sneeker Oudvaart, waar hij ooit uitmondde in de Middelzee.
De waterloop werd eertijds Muysel genoemd; in 1574 werd over de Muyseldyck gesproken. In de 20e eeuw over de Moezel of Mûzel. Per 15 maart 2007 is de officiële naam De Mûzel.